# Alicante CF
Alicante CF var en spansk fotbollsklubb från Alicante som grundades 1918 av några vänner som uppkallade laget efter stadens namn.[källa behövs] Lagets spelar för närvarande i den spanska tredjedivisionen Segunda División B. Hemmamatcherna spelas på Campo Municipal de Villafranqueza som har en kapacitet på 2 500 åskådare. 
Alicante CF har varit ett av de bästa lagen i den spanska tredjeligan i många år men har misslyckats i playoff.[källa behövs]